# (re)Production
(re)Production è un album in studio del musicista statunitense Todd Rundgren, pubblicato nel 2011.

## Il disco
Per questo album l'artista ha registrato canzoni che lui stesso ha prodotto per altri gruppi musicali o artisti nel corso nella sua carriera; tra questi gruppi vi sono Meat Loaf, Hall & Oates, The Tubes e Grand Funk Railroad. Nel rivisitare tali canzoni Rundgren aggiunge elementi di electronic dance music e synthpop.

## Tracce
1. Prime Time (The Tubes cover) – 3:29
2. Dancing Barefoot (Patti Smith cover) – 3:56
3. Two Out of Three Ain't Bad (Meat Loaf cover) – 3:21
4. Chasing Your Ghost (What Is This? cover) – 3:29
5. Love My Way (Psychedelic Furs cover) – 4:31
6. Personality Crisis (New York Dolls cover) – 3:53
7. Is It a Star? (Hall & Oates cover) – 3:38
8. Tell Me Your Dreams (Jill Sobule cover) – 3:50
9. Take It All (Badfinger cover) – 4:08
10. I Can't Take It (Cheap Trick cover) – 3:11
11. Dear God (XTC cover) – 3:59
12. Out of My Mind (Bourgeois Tagg cover) – 3:27
13. Everything (Rick Derringer cover) – 4:25
14. Walk Like a Man (Grand Funk Railroad cover) – 3:36
15. Nothing to Lose (Hunter aka Dragon cover) – 3:05

## Formazione
- Todd Rundgren – voce, strumenti vari
- Daniel Iasbeck – chitarra
- Mary Ellen Manning – chitarra
- Bruce Whetstone – basso
- Tim Longfellow – organo
- Don Slovin – tin whistle
- Sam LaMonica – batteria